# 소르스크
소르스크(러시아어: Сорск)는 러시아 하카스 공화국의 도시이다. 인구는 1만3,000명(2005년)이다.
소라 강에 접해 있고 아바칸에서 145km 떨어져 있다. 콤비나트가 설치되어 있다.